# 1620 au théâtre
| Années du théâtre : 1617 - 1618 - 1619 - 1620 - 1621 - 1622 - 1623    |
| Décennies du théâtre : 1590 - 1600 - 1610 - 1620 - 1630 - 1640 - 1650 |

## Événements
- Dernière année de Jean Behourt comme régent du collège des Bons-Enfants de Rouen, pour lequel il a écrit trois pièces de théâtre, Polixène, tragi-comédie (1597), Esaü, ou le chasseur, tragédie (1598), Hypsicratée ou la Magnanimité, tragédie.

## Pièces de théâtre publiées
- Friedrich Menius publie en Allemagne une collection Englische Comedien und Tragedien, avec des adaptations de pièces de William Shakespeare[1].

## Pièces de théâtre représentées
- 4 mars : The World Tossed at Tennis, masque de Thomas Middleton et William Rowley, représentée à Londres, Denmark House[2].
- 6 octobre : The Virgin Martyr, tragédie de Philip Massinger et Thomas Dekker, à Londres au Red Bull Theatre.

## Naissances
- 9 juin : François Datelin, dit Fanchon Brioché, marionnettiste français, actif à Paris aux foires Saint-Laurent et Saint-Germain, mort le 31 mars 1681.
- 10 octobre (baptême) : Jean Magnon, auteur dramatique et poète français, mort le 17 avril 1662.
- novembre : Michel de Pure, ecclésiastique et polygraphe français, auteur de deux pièces de théâtre, mort en mars 1680.
- Date précise inconnue :
  - Alix Faviot, dite Mademoiselle Des Œillets, actrice française, créatrice de plusieurs rôles dans les pièces de Pierre Corneille et Jean Racine, morte le 25 octobre 1670.
- Vers 1620 : 
  - Thomas Asselijn, poète et dramaturge hollandais, mort le 27 juillet 1701.
  - Gabriel Gilbert, poète et auteur dramatique français, mort vers 1680.
  - Michael Mohun, comédien anglais, enterré le 11 octobre 1684.

## Décès
- 8 décembre : Bernardino Stefonio, jésuite et écrivain italien, auteur de trois tragédies en latin, né le 8 décembre 1560.
- Date précise inconnue :
  - Valeria Miani (it), ddramaturge italienne, née en 1563.